# Raciocínio motivado
Raciocínio motivado é um fenômeno psicológico associado a tomada de decisões ou formação de opiniões sobre assuntos emocionalmente carregados, relacionados a temas importantes para as pessoas (que fazem parte da formação de suas identidades, tais como questões morais, de associação ideológicas ou questões associadas a suas profissões ou áreas de estudo por exemplo). Quando entramos em contato com informações objetivas pertinentes a essas questões tendemos a dar mais atenção e a aceitar com maior facilidade as evidências que confirmam nossas opiniões prévias enquanto resistimos ou ignoramos as evidências em contrário, o que é chamado de viés de confirmação. Já o raciocínio motivado consiste no esforço de construirmos uma narrativa ou um conjunto de argumentos para sustentar o nosso ponto de vista prévio.